# マイケル・ジャクソン 30周年記念ソロ・イヤーズ
マイケル・ジャクソン  ソロデビュー30周年記念コンサートは、マイケル・ジャクソンのソロ歌手デビュー30周年を祝うために、アメリカ合衆国のニューヨークで2001年に開催されたコンサートである。
前半はマイケルと親しい歌手やパフォーマーが、マイケルを祝うためにマイケルの曲などを披露し、後半はジャクソンズ(ジャクソン5)がジャクソンズのヒット曲を披露した後、マイケル自身のヒット曲や新曲のYou Rock My Worldが披露された。
なお、マイケルを含めたジャクソンズの再結成はこの2日間のみであった。
マディソン・スクエア・ガーデンにて2001年9月7日と9月10日の2日間にかけて行われ、二日間の総売上は750万ドルだった。

## セットリスト

### 9月7日 金曜日
| 演者                                             | 曲 |
| ------------------------------------------------ | --- |
| サミュエル・L・ジャクソン                        | イントロダクション |
| アッシャー マイア ホイットニー・ヒューストン     | 「スタート・サムシング」 |
| マーロン・ブランド                               | スピーチ |
| ビリー・ギルマン                                 | 「ベンのテーマ」 |
| シャギー Rayvon Rikrok                           | Angel / It Wasn't Me |
| モニカ アル・ジャロウ ジル・スコット Deborah Cox | Home 「ユー・キャント・ウィン」 Ease On Down The Road |
| ジェームス・イングラム グロリア・エステファン    | 「キャント・ストップ・ラヴィング・ユー」 |
| マーク・アンソニー                               | 「あの娘が消えた」 |
| モニカ、タミア、マイア、Deborah Cox、Rah Digga   | 「ヒール・ザ・ワールド」 |
| ライザ・ミネリ                                   | 「ユー・アー・ノット・アローン」 Never Never Land / 「虹の彼方に」 |
| デスティニーズ・チャイルド                       | 「ブーティリシャス」 |
| レイ・チャールズ カサンドラ・ウィルソン          | Crying Time |
| エリザベス・テイラー                             | ザ・ジャクソンズの紹介 |
| ザ・ジャクソンズ                                 | アルティメット・メドレー Can You Feel It (Great Gates Of Kievを含む) 「ABC」 「小さな経験」 「アイル・ビー・ゼア」 「帰ってほしいの」 「ダンシング・マシーン」 (with イン・シンク) Shake Your Body (Down to the Ground) |
| マイケル・ジャクソン ブリトニー・スピアーズ      | 「ザ・ウェイ・ユー・メイク・ミー・フィール」 |
| クリス・タッカー                                 | マイケル・ジャクソンの紹介 |
| マイケル・ジャクソン                             | 「ビリー・ジーン」 「ブラック・オア・ホワイト」 / 「今夜はビート・イット」 (with ジェイソン・ペイジ and スラッシュ) 「ユー・ロック・マイ・ワールド」                                                                    |
| 全出演者                                         | 「ウィー・アー・ザ・ワールド」 「ユー・ロック・マイ・ワールド」（リプライズ） |

### 9月10日 月曜日
| 演者                                              | 曲 |
| ------------------------------------------------- | --- |
| アッシャー マイア ホイットニー・ヒューストン      | 「スタート・サムシング」 |
| ディオンヌ・ワーウィック                          | I'll Never Love This Way Again |
| Lil' Romeo マスター・P                            | My Baby |
| グロリア・ゲイナー                                | 「恋のサバイバル」 |
| 98ディグリーズ アッシャー ルーサー・ヴァンドロス  | 「マン・イン・ザ・ミラー」 |
| ミッシー・エリオット ネリー・ファータド           | Get Ur Freak On |
| ビリー・ギルマン                                  | 「ベンのテーマ」 |
| ライザ・ミネリ                                    | 「ユー・アー・ノット・アローン」 Never Never Land / 「虹の彼方に」 |
| モニカ アル・ジャロウ Jill Scott Deborah Cox      | Home 「ユー・キャント・ウィン」 Ease On Down The Road |
| Gladys Knight                                     | I Heard It Though The Grapevine Midnight Train To Georgia |
| アーロン・カーター                                | 「アイ・ウォント・キャンディ」 |
| モニカ、アル・ジャロウ ジル・スコット Deborah Cox | 「ヒール・ザ・ワールド」 |
| エリザベス・テイラー                              | ザ・ジャクソンズの紹介 |
| ザ・ジャクソンズ                                  | アルティメット・メドレー Can You Feel It (Great Gates Of Kievを含む) 「ABC」 「小さな経験」 「アイル・ビー・ゼア」 「帰ってほしいの」 Shake Your Body (Down to the Ground) |
| マイケル・ジャクソン                              | 「ザ・ウェイ・ユー・メイク・ミー・フィール」 |
| クリス・タッカー                                  | マイケル・ジャクソンの紹介 |
| マイケル・ジャクソン                              | 「ビリー・ジーン」 「ブラック・オア・ホワイト」 / 「今夜はビート・イット」 (with ジェイソン・ペイジ and スラッシュ) 「ユー・ロック・マイ・ワールド」                       |